# Rudawa (województwo małopolskie)
Rudawa – wieś w Polsce położona w województwie małopolskim w powiecie krakowskim, w gminie Zabierzów, do 1976 siedziba Gminy Rudawa.
Miejscowość położona jest ok. 19 km na zachód od centrum (10 km od granicy) Krakowa oraz 6 km na wschód od Krzeszowic.
Należy do aglomeracji krakowskiej, wraz z kilkoma innymi miejscowościami gminy Zabierzów stanowi strefę przedmieścia Krakowa.
Przez Rudawę przebiega linia kolejowa Kraków – Katowice (ze stacją kolejową Rudawa) – linia kolejowa E30 należąca do Paneuropejskiego Korytarza Transportowego łączącego Polskę, Niemcy, Ukrainę oraz łącząca Kraków, Katowice, Warszawę, Sandomierz droga krajowa 79 przez południowy kraniec miejscowości – przysiółek Werbownia (integralną część Rudawy).
Miejscowość graniczy od północy z Radwanowicami, od północnego wschodu z Brzezinką, od wschodu z Niegoszowicami, od południowego wschodu z Kochanowem i Kleszczowem, od południa z Nielepicami, od południowego zachodu z Młynką i od zachodu z Pisarami.

## Historia
Nazwa miejscowości pochodzi od bagien i moczarów (tzw. rudawy) albo od rudy żelaza, którą prawdopodobnie tu wydobywano w XII w. Dlatego też nazwa rzek płynących przez miejscowość: biorąca swój początek Rudawa oraz Rudawka. Nazwy rudawa stosowano również mówiąc o wzniesieniu obfitującym w rudę żelaza.
Rudawa była osadą rycerską. Właścicielem Rudawy był prawdopodobny uczestnik wypraw krzyżowych do Ziemi Świętej rycerz Jan zwany Gniewomirem (Jan Gniewomir, nazywany Janem de Rudawa także Janem Gniewomirowicem) z rodu Strzegomitów herbu Kościesza (Strzegomia, Strzegomya), który piastował stanowisko komesa (Palatyna). Zmarł on w 1185 r., ale w tymże jeszcze roku Rudawa przeszła drogą nadania (miejscowość wraz z kościołem - obecnie Kościół Wszystkich Świętych w Rudawie) z jego rąk w posiadanie Kapituły Krakowskiej. Administratorami, a faktycznie proboszczami, z jej ramienia byli m.in. w drugiej połowie XV w. profesor teologii i prawa kanonicznego oraz rektor Uniwersytetu Jagiellońskiego Jan z Latoszyna (Latoszyński) herbu Gryf, a po nim Piotr Gamrat herbu Sulima. Natomiast wedle legendy miejscowość założył Radwan (herbu własnego), rycerz Króla Bolesława Śmiałego jako osadę karną dla swoich żołnierzy.
W końcu XVI w. funkcjonowała Rudawa jako wieś dóbr prestymonialnych w powiecie proszowickim województwa krakowskiego.
W 1436 r. Władysław Warneńczyk nadał wsi prawa miejskie magdeburskie, co zostało potwierdzone w 1464 r. przez Kazimierza Jagiellończyka. Rudawa była wówczas wsią parafialną w dekanacie Nowa Góra o obszarze 42 km², zamieszkiwana przez 750 mieszkańców. W 1527 r. w Rudawie było 8 ogrodów warzywnych, stał też dwór z budynkiem czeladnym, budynki gospodarcze, karczma i młyn.
Od średniowiecza teren wokół Rudawy dzielono pomiędzy poszczególne parafie. Kontrowersje pomiędzy proboszczami o przynależność parafialną wiosek znajdujących się wokół Rudawy ciągnęły się latami. W 1598 r. pleban z Rudawy spierał się o zwierzchnictwo nad Pisarami z plebanem parafii paczółtowickiej. Według wykazu sieci parafialnej w XVIII wieku do parafii Wszystkich Świętych w Rudawie należeli wyznawcy Kościoła rzymskokatolickiego z miejscowości: Brzezinka, Dubie, Nawojowa Góra, Młynka, Niegoszowice, Nielepice, Podchełmie (Kochanów), Radwanowice, Siedlec, Żary, natomiast z Pisar i Dębnika, należeli do parafii Nawiedzenia NMP w Paczółtowicach.
W dokumentach parafialnych w Rudawie znajduje się najstarsza w Małopolsce, a prawdopodobnie najstarsza w Polsce, XVI wieczna wiejska księga ślubów.
W 1615 r. kościół w Rudawie będący po gruntownej przebudowie, został konsekrowany przez biskupa krakowskiego Tomasza Oborskiego, który mieszkał również w Rudawie, we dworze zwanym Białym. Był on zarządcą majątku kościelnego na tym terenie. Do dworu należały 2 karczmy – naprzeciwko kościoła oraz w Werbowni. W 1777 r. miejscowość zamieszkiwały 423 osoby w 69 domach, a w 1789 r. – 428, w tym 7 Żydów.

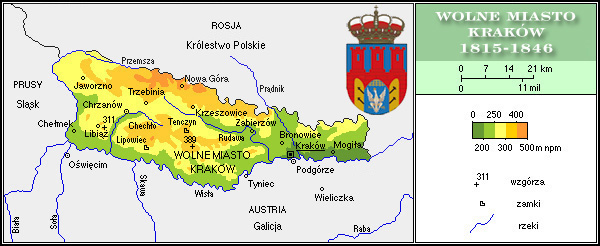
Położenie Rudawy na terenie Wolnego Miasta Kraków (1815–1846)

W wieku XVII przed cmentarzem w Rudawie odbywał się w dni świąteczne jarmark. W XVIII w. miejscowość posiadała ceglany kościół, dwie karczmy, szpital drewniany czyli przytułek dla starców, warsztat kowalski i szewski.

### Okres zaborów
Po rozbiorach Polski miejscowość znalazła się w zaborze austriackim. W latach 1815–1846 miejscowość położona była na terenie Wolnego Miasta Krakowa, a stała się po raz pierwszy siedzibą gminy. W Rudawie miał wówczas siedzibę wójt gminy okręgowej – nr XXV. W okresie zaboru austriackiego na terenie Rudawy mieścił się posterunek żandarmerii.
Pierwsza wzmianka o szkole w Rudawie datuje się na 1587 r. Była to szkoła parafialna, a przestała istnieć w pierwszej połowie XVIII w. Rok 1752 należy przyjąć jako najpóźniejszą datę reaktywacji działalności szkoły parafialnej w Rudawie. W 1818 r. została uruchomiona we wsi szkoła ludowa, która obejmowała zasięgiem oddziaływania 7 wsi. W 1857 r. na gruncie gminnym wybudowano nową szkołę, wcześniejsza szkoła uległa spaleniu. Na terenie miejscowości do dziś zachował się zabytkowy budynek szkoły z naniesionym na jej dachu napisem „RP 1913”.
W latach 1805–1886 mieszkała w Rudawie Anna Libera (pseud. Anna Krakowianka), autorka nowel, dramatów, wierszy, literatka i działaczka oświatowa. Anna Libera opisała legendę o rycerzu Radwanie pt. „Przeklęctwo” oraz historię zamku usytuowanego nieopodal Dubia, pt. „Zamczysko”. Jest autorką powieści pt. „Na kiermaszu w Rudawie”.
W latach 30. XIX w. przeniesieni na czynsz poddani dóbr kościelnych mieli poważne trudności ze znalezieniem środków na zapłacenie czynszu, którego wysokość z reguły przekraczała możliwości gospodarstwa chłopskiego. Ta sytuacja doprowadzała do częstych sporów z duchowieństwem katolickim. W 1852 r. liczba mieszkańców wzrosła do 542. W XIX w. we wsi działały dwa niewielkie tartaki.
Przy stacji kolejowej (otwartej 13 października 1847 r.) znajduje się dzielnica willowa z przełomu XIX/XX w.

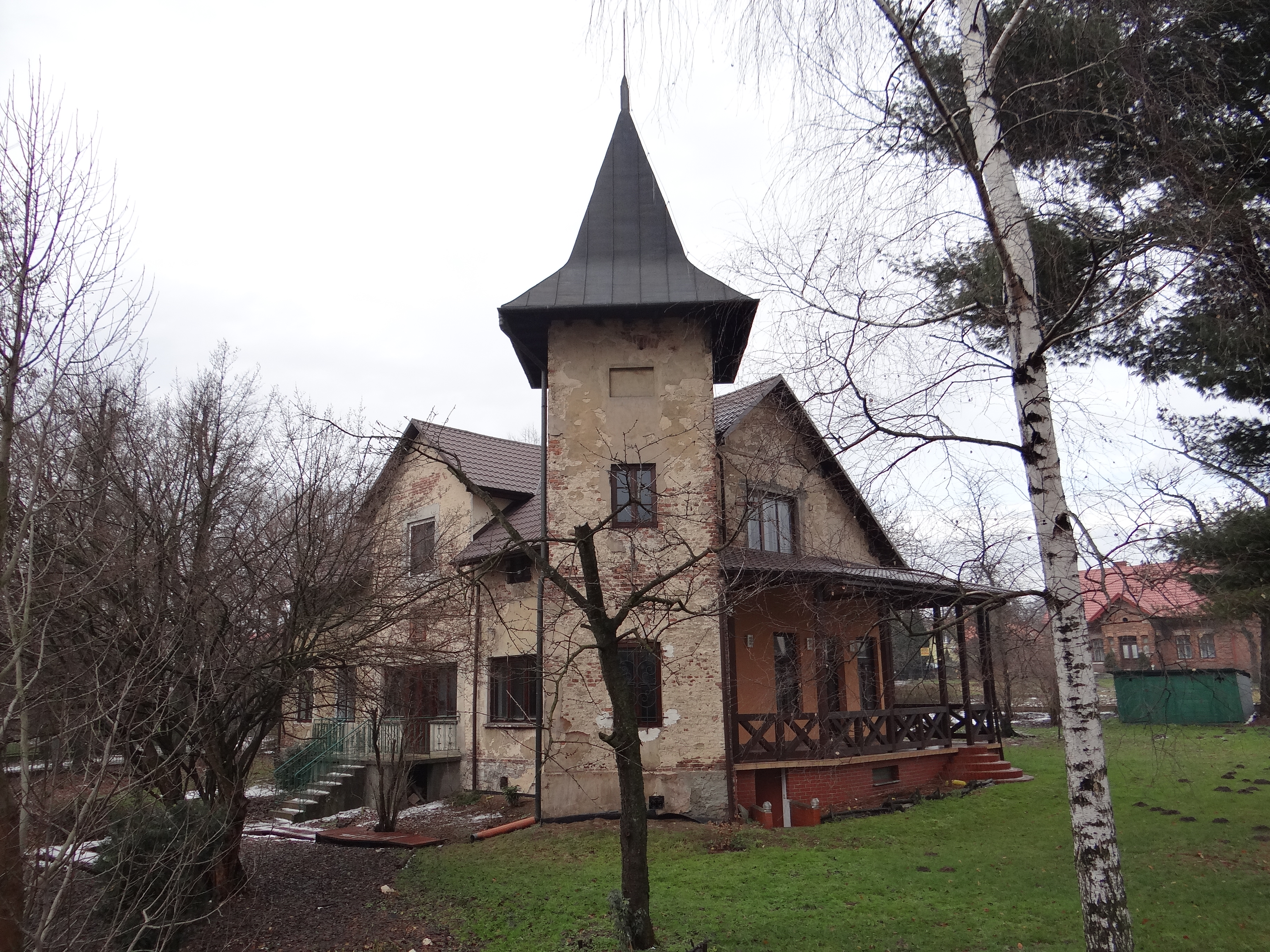
Dom Domańskich

W 1896 r. według projektu architekta Tomasza Prylińskiego wybudowana została tzw. „Willa z wieżyczką”, gdzie przez ostatnie dwadzieścia lat swojego życia mieszkała wraz z mężem Stanisławem Domańskim profesorem UJ, lekarzem i krakowskim rajcą, a później wiceprezydentem Krakowa Antonina Domańska (krewna Lucjana Rydla, stopień pokrewieństwa: ciocia), która zasłynęła jako autorka powieści Historia żółtej ciżemki (większość akcji tej powieści rozgrywa się w Rudawie i sąsiednich Pisarach) i Paziowie króla Zygmunta. W willi podczas pobytu wraz z żoną Marią w sierpniu 1908 r. Henryk Sienkiewicz pisał niektóre nowele i kilka rozdziałów powieści Wiry. Pisarzowi codziennie rano przynosił świeże mleko lubiany przez niego miejscowy chłopiec Staś Tarkowski. Jego imię i nazwisko otrzymał później główny bohater W pustyni i w puszczy. Sama zaś Antonina Domańska była pierwowzorem Radczyni z dramatu pt. Wesele autorstwa Stanisława Wyspiańskiego.
W latach 1863–1864 karczma Werbownia była miejscem przerzutu broni i ludzi w trakcie powstania styczniowego z Galicji do Królestwa Kongresowego. Na rudawskim cmentarzu został pochowany pułkownik Benedykt Zielonka, uczestnik m.in. bitwy pod Samosierrą i powstania listopadowego.
Z dziewiętnastowieczną historią Rudawy jest związana postać Albina Dunajewskiego, który na przełomie lat 1864/1865 sprawował w kościele parafialnym w Rudawie funkcję wikariusza.
Dziewiętnastowieczną Rudawę zamieszkiwał Józef Trzaskowski, weteran powstania listopadowego i dzierżawca rudawskich dóbr kapitulnych, pisarz i diarysta, autor Zbioru różnych drobnostek.
W 1889 r. w miejscowości powstała czytelnia Towarzystwa Oświaty Ludowej. W 1890 r. założono kółko rolnicze i sklep. 22 września 1892 r. otwarto pocztę. W roku 1892 przybyły z Krakowa Stanisław Polaczek nauczyciel i etnograf napisał monograficzną pracę etnograficzną na temat wsi pt. „Wieś Rudawa. Lud, jego zwyczaje, obyczaje, obrzędy, piosnki, powiastki i zagadki”, która została wydana w serii biblioteka Wisły w Warszawie .
W 1904 r. w Rudawie powstała Kasa Stefczyka. W 1906 r. rozebrano karczmę znajdującą się w pobliżu kościoła, postawiono tam nowy dwór. W 1910 r. we wsi żyło 714 osób w 114 domach. W 1911 r. w centrum wsi postawiono nowe obszerne stajnie.
Z początkiem XX w. Rudawa stawała się miejscowością letniskową o charakterze miasteczka. Józef Łobczowski, proboszcz parafii w Rudawie pisał wierszem w 1915 r.: Jest obawa, że Rudawa na miasto się zmieni. Pierwszy murowany budynek mieszkalny, wybudowała w Rudawie Antonina Domańska.
W latach 1912–1914 w Rudawie przebywał Stanisław Smolka, mieszkający w pobliskich Niegoszowicach. Był doradcą Sienkiewicza przy pisaniu Krzyżaków. Smolka mieszkał od 1910 r. w znajdującym się opodal domu Heleny Rusockiej. Bywali też w Rudawie Stanisław Wyspiański, Włodzimierz Tetmajer, Lucjan Rydel goszczący często u Antoniego Procajłowicza (1876–1949), malarza i grafika, który zajmował stojący bliżej torów kolejowych dom z portykiem. W Rudawie spędzała czas również poetka i pisarka Natalia Karyłowska.
W Rudawie sformowane zostały drużyny Związku Strzeleckiego, które po wybuchu I wojny światowej weszły w skład Legionów Polskich. Po wyzwoleniu się Krakowa z rządów austriackich, w 1918 r. m.in. teren Gminy Rudawa objęła administracją Polska Komisja Likwidacyjna ustanawiając dla Gminy Rudawa komisarza i obsadzając teren gminy strażą obywatelską a w samej Rudawie ustanawiając posterunek żandarmerii składający się z Polaków.

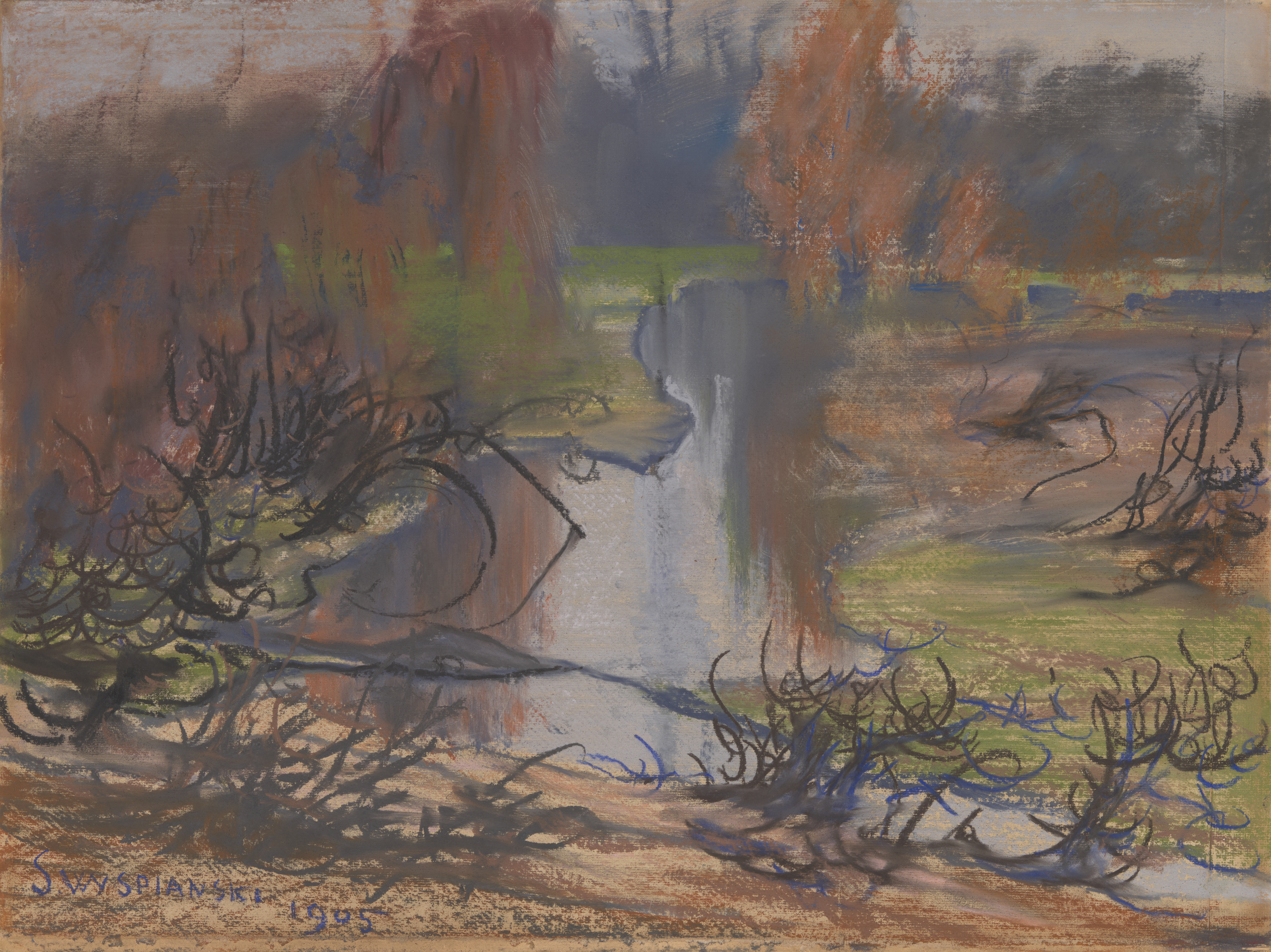
Krajobraz znad Rudawy
Stanisława Wyspiańskiego

### Okres międzywojenny
W okresie międzywojennym na rzece Rudawka (w zachodniej części wsi), wykopano kanał przeciwpowodziowy (obecnie jest on nieczynny – osuszony). W zbiorach Gabinetu Rycin Biblioteki Jagiellońskiej znajduje się akwarela autorstwa Stanisława Wyspiańskiego, z widokiem rzeki Rudawy. Natomiast budynki kościoła w Rudawie stały się inspiracją dla Henryka Uziembły, który kilkukrotnie uwiecznił te obiekty w swoich malarskich dziełach. Pastel pt. Kościół w Rudawie pod Krakowem znajduje się w kolekcji Lwowskiej Galerii Sztuki. Inny z obrazów pokazywany był w okresie życia artysty na wystawach w Krakowie, Warszawie i Wiedniu. Inny przedstawiciel nurtu artystycznego Młodej Polski, Stanisław Kamocki uwiecznił rudawskie obiekty kościelne swoimi pracami z ok. 1905 r. pt. Kościółek w Rudawie pod Krakowem i Kościółek w Rudawie, od strony bramy.
W czasie II Rzeczypospolitej wieś należała do powiatu chrzanowskiego w województwie krakowskim. Do krzeszowickiego cechu należało 5 miejscowych właścicieli zakładów rzemieślniczych. Na 1921 r. datowana jest najstarsza informacja poświadczająca istnienie w Rudawie Ochotniczej Straży Pożarnej (OSP). Remizę dla OSP w Rudawie wybudowano w 1934 r.
27 lutego 1934 r. na cmentarzu w Rudawie pochowano Andrzeja Stopkę Nazimka zmarłego w Siedlcu, którego prochy 29 listopada 1936 r. zostały przeniesione na zakopiański Cmentarz Zasłużonych na Pęksowym Brzyzku.
W 1937 r. powstał nowy murowany budynek szkoły powszechnej (późniejsza Szkoła Podstawowa w Rudawie), budowany od 1936 r.

### II wojna światowa
5 września 1939 r. ostatnie istniejące pomiędzy Krzeszowicami a Krakowem bataliony 55 Dywizji Piechoty Rezerwowej Wojska Polskiego, podjęły walkę obronną w rejonie Rudawy i sąsiedniej Młynki. W walce poległo dziesięciu żołnierzy, z których sześciu niezidentyfikowanych pochowano na cmentarzu w Rudawie. Miejsce pochówku tych żołnierzy stanowi rudawski Grób Nieznanego Żołnierza.
Od 26 października 1939 r. do 18 stycznia 1945 r. Rudawa należała do gminy Kressendorf w Landkreis Krakau, dystryktu krakowskiego w Generalnym Gubernatorstwie.
W czasie II wojny światowej w 1939 r. w Rudawie spłonęły 22 domy, zniszczeniu uległ okazały budynek dworca PKP. Okupanci niemieccy stworzyli w 1939 r. w budynkach dworca kolejowego, wojskowy szpital polowy.
1 sierpnia 1944 r. na terenie Rudawy i najbliższych okolic powstał jeden z największych hitlerowskich punktów oporu tzw.: B-1 Stützpunkt Rudawa z 24 zachowanymi do dziś schronami. Obecnie większość z nich znajduje się na prywatnych posesjach (na niektórych stoją bloki, domy i garaże). Podczas okupacji we wsi istniał posterunek żandarmerii oraz jednostka ochrony kolei – Bahnschutzu. Wczesną wiosną 1944 r. Niemcy zorganizowali koło stacji kolejowej lotnisko polowe, wybudowano również bocznicę kolejki wąskotorowej – wówczas na teren Młynki – w celu przewożenia materiałów do budowy umocnień linii oporu (po II wojnie światowej została zlikwidowana).
16 stycznia 1945 r. miały miejsce pomiędzy wojskami sowieckimi a niemieckimi walki powietrzne nad Zabierzowem i Rudawą a 17 stycznia nastąpił nalot na stację kolejową w Rudawie. Zginęło wówczas siedem osób., główny budynek stacji został zbombardowany przez lotnictwo Armii Czerwonej. 14 marca 1945 r. na rudawskim cmentarzu złożono szczątki ofiar pacyfikacji Radwanowic. W pogrzebie wzięło udział 10 tysięcy osób, a kondukt żałobny liczył trzy kilometry.
Niektórzy mieszkańcy Rudawy i okolic zaangażowani byli w działalność konspiracyjną i walkę w oddziałach partyzanckich. W Rudawie zorganizowano pluton Związku Walki Zbrojnej (ZWZ), którego dowódcą i organizatorem był ppor. Henryk Tatara ps. „Kostur”. Ponadto na terenie Rudawy zlokalizowany był podporządkowany Armii Krajowej (NOW-AK) pluton Narodowej Organizacji Wojskowej (dowódca, ppor. Andrzej Spyra – późniejszy więzień obozu koncentracyjnego) i Samodzielny Pluton Dywersji Bojowej 12 Pułku Piechoty Armii Krajowej (S.P.D.B. 12 p.p. A.K) pod dowództwem, ppor. Karola Ślusarczyka ps. „Tatar”.
Po zakończeniu II wojny światowej partyzanci z Rudawy i okolic (trzy drużyny Samodzielnego Plutonu Dywersji Bojowej i walczącego w strukturach „Ligi Walki z Bolszewizmem”) kontynuowali pracę konspiracyjną, szkoleniową, propagandową i dywersyjną również po rozwiązaniu Armii Krajowej aż do 1947 r., stając się faktycznie żołnierzami wyklętymi. Wówczas na rozkaz kierownictwa organizacji Wolność i Niezawisłość (WiN) zaprzestano walki, oficjalnie złożono broń i ujawniono członków oddziału partyzanckiego. Ujawnienie się 3 Drużyny S.P.D.B. 12 p.p. A.K. z Rudawy (dowódca, pchor. Stanisława Marona ps. „Wilk”, „Basza”) była wyjściem z lasu ostatniej jednostki AK w Ziemi Krakowskiej. Sfilmowane zostało później wykorzystywane w propagandzie jako przykład na gotowość władzy do łagodnego potraktowania partyzantów i na stosunek ujawniających się partyzantów do władzy ludowej. Obraz ten uwieczniony na taśmach Polskiej Kroniki Filmowej.
W 1940 r. przeprowadził się do rodzinnego domu swojej żony w Rudawie Karol Ludwik Koniński, prozaik, eseista i krytyk literacki. W czasie II wojny światowej gościli między innymi Kazimierz Wyka, Wojciech Żukrowski, Ferdynand Machay, Karol Irzykowski, Leon Chwistek a oczekiwanym gościem był Jerzy Turowicz. Karol Ludwik Koniński zmarł 23 marca 1943 r. w Rudawie i został pochowany na miejscowym cmentarzu. Tu powstały m.in. rozprawy z zakresu tematyki społecznej tj. Gospody i Humanizacja własności oraz dziennik opisujący okupacyjną codzienność, w tym również Rudawy, Uwagi 1940–1942.
W 1944 r. w rejonie Rudawy przez okres 10 miesięcy prowadziła działalność wywiadowczą trzyosobowa grupa funkcjonariuszy wywiadu sowieckiego 1 Frontu Ukraińskiego, która pozyskała do współpracy szefa niemieckiego wywiadu wojskowego Abwehry, Kurta Hartmanna i jego współpracownika Władimira Romachowa
W dniu 19 stycznia 1945 r. do Rudawy wkroczyły oddziały 1 Frontu Ukraińskiego.

### Okres powojenny
W 1945 r. zarejestrowano działający co najmniej od 1938 r. Ludowy Klub Sportowy „Orlęta” Rudawa.
W 1946 r. we wsi mieszkało 1055 osób. Do 1954 r. wieś należała do ówczesnej gminy Krzeszowice. W latach 1954–1972 była siedzibą gromady Rudawa, do której należało 7 okolicznych sołectw.
W 1951 r. miało miejsce poświęcenie Domu Zakonnego Zgromadzenia sióstr Służebniczek NMPNP w Rudawie. W 1988 r. w domu tym powstała ochronka. W 1963 r. w Rudawie przebywał z wizytacją parafii Karol Wojtyła.
Na początku lat 60. XX w. w Rudawie powstała miejscowa grupa Świadków Jehowy.
W latach 60.–90. XX w. na terenie miejscowości znajdowały się stanowiska archeologiczne z licznymi znaleziskami. M.in. na rozległym cyplu położonym między Rudawką a rzeką Rudawą odkryto fragmenty naczynia z okresu ceramiki wstęgowej rytej oraz narzędzie pochodzące z epoki neolitu. W latach 1973–1976 miejscowość była siedzibą gminy Rudawa w ówczesnym powiecie chrzanowskim. W Rudawie funkcjonowało kino „Orlęta”. Po dokonaniu nowego podziału administracyjnego Polski w roku 1975 miejscowość położona była nadal w województwie krakowskim. Od czasu reformy administracyjnej z 1999 r. Rudawa należy do województwa małopolskiego.
Na terenie Rudawy usytuowany był komisariat Milicji Obywatelskiej. W 1979 r. w północno-wschodniej części Rudawy wybudowano nowe osiedle mieszkaniowe, składające się z trzech jednopiętrowych bloków.
W lipcu 1980 r. w Rudawie zorganizowano tzw. konwencję Świadków Jehowy pn. „Miłość Boża”.
W 1983 r. prof. Feliks Kiryk opracował historię Rudawy, w której później zamieszkał.
W 1985 r. obchodzono 40-lecie istnienia klubu sportowego Orlęta na antenie Programu I Polskiego Radia z udziałem audycji Lata z Radiem. W 1991 r. piroman z Rudawy spalił w miejscowości i okolicy kilkanaście zabudowań. W 1999 r. ochronka prowadzona przez zgromadzenie zakonne przekształcona została w Przedszkole Niepubliczne. W pierwszych latach XXI w. północno-wschodnią część wsi Młynka przyłączono do Rudawy (ul. Kalwaryjska).
W 2000 r. oddano do użytku w obrębie obiektów, w tym boisk sportowych Szkoły Podstawowej w Rudawie, dwa nowe skrzydła budynku szkolnego (z przeznaczeniem na gimnazjum) wraz z salą gimnastyczną. Rozbudowa trwała od 1997 r., stanowi centrum edukacyjne nie tylko dla Rudawy, ale obejmujące oddziaływaniem obszar tożsamy z terenem dawnej gminy Rudawa.
W czerwcu 2003 r. w kaplicy Domańskich na rudawskim cmentarzu pochowana została Zofia Tetelowska, założycielka Fundacji im. Brata Alberta i laureatka papieskiego medalu "Pro Ecclesia et Pontifice"". Pogrzeb prowadził ks. kard. Franciszek Macharski.
W 2003 r. nadano nazwy ulicom. W latach 2005–2021 rokrocznie odbywał się w Rudawie Jurajski Półmaraton, który był zaliczany do największych imprez biegowych Małopolski. W 2007 r. odbył się Piknik Forteczny (odbywa się corocznie). Począwszy od 2014 r. odbywają się rajdy samochodowe WRT Extreme Cup oraz runda eliminacyjna Pucharu Automobilu Południowego. W roku 2007 zorganizowano w Rudawie Młodzieżowe Mistrzostwa Polski w Tenisie.
W 2012 r. na rudawskich krytych kortach tenisowych, finaliści US Open, Marcin Matkowski i Mariusz Fyrstenberg zagrali pokazowy mecz podczas rozgrywek Tauron Biznes Ligi odbywającej się w Rudawie.
W 2016 r. klub Orlęta Rudawa obchodził 70. rocznicę oficjalnego istnienia, w której uczestniczył mieszkający w Rudawie Adam Nawałka. Od tego roku i w związku z remontem stadionu „Orlęta” Rudawa jego płyta boiska pełni funkcję lądowiska (z funkcją oświetlenia) dla śmigłowców Lotniczego Pogotowia Ratunkowego (LPR).
W listopadzie 2016 r. powstał w Rudawie skwer im. ks. Władysława Bukowińskiego, w którego obrębie znajduje się obelisk z tablicą pamiątkową.
W kwietniu 2018 r. na rudawskim cmentarzu pochowany został Jan Siek – rzeźbiarz i wykładowca Akademii Sztuk Pięknych w Krakowie.
W maju 2018 r. w Rudawie powstało Stowarzyszenie „ZiemiaRudawska.pl”, którego celem jest rozwój Rudawy i okolicznych miejscowości oraz restauracja określonej jako Ziemia Rudawska wspólnoty lokalnej składającej się z kilkunastu miejscowości obszaru w oparciu o Rudawę.
Od 2018 r. do 2022 r. trwała w Rudawie rewitalizacja centralnej przestrzeni miejscowości, Rynku wraz z budową Centrum Kultury.
Na czas trwania Mistrzostw Świata w piłce nożnej w 2018 r., została na terenie Rudawy utworzona strefa kibica.
27 i 28 lipca 2019 r., w konsekwencji odkrycia historycznych dat, pierwszy raz w dziejach miejscowości odbyły się uroczystości upamiętniające ponowne potwierdzenie lokacji Rudawy na prawie magdeburskim, nazwana Świętem Rudawy, była to 555 rocznica ponownego potwierdzenia lokacji Rudawy na tym prawie niemieckim.
W sezonie piłkarskim 2019/2020 drużyna seniorów Ludowego Klubu Sportowego Orlęta Rudawa uzyskała historyczny awans do klasy okręgowej, a następnie w sezonie 2021/2022 do nowej zreformowanej V ligi piłkarskiej. Klub reprezentujący Rudawę wkroczył w jubileuszowy 75 rok swojego istnienia z nowym godłem klubowym.
We wrześniu 2021 r. budynek Centrum Kultury w Rudawie zgłoszony przez Stowarzyszenie „ZiemiaRudawska.pl” zwyciężył w architektonicznym Ogólnopolskim Konkursie Najpiękniejszy Budynek 2021 roku.
W lipcu 2022 oddano do użytku budynek Centrum Kultury i remizę strażacką oraz nową płytę Rynku w Rudawie. Ochotnicza Straż Pożarna otrzymała nowy sztandar oraz samochód bojowy, któremu nadano imię "Józef", dla upamiętnienia ks. Józefa Łobczowskiego (1860-1921), proboszcza parafii rudawskiej i współzałożyciela OSP.
W 2022 r. Rudawa zajęła drugie miejsce w konkursie „Najpiękniejsza Małopolska Wieś”.
W styczniu 2024 roku na miejscowym cmentarzu został pochowany ksiądz Tadeusz Isakowicz-Zaleski. W marcu 2024 zmarła Władysława Matuszek (ur. 1930), zasłużona obywatelka Rudawy, organizatorka pracy chałupniczej dla kobiet i matka kapłanów Ryszarda i Mariana.

## Zabytki
Obiekty wpisane do rejestru zabytków nieruchomych województwa małopolskiego.

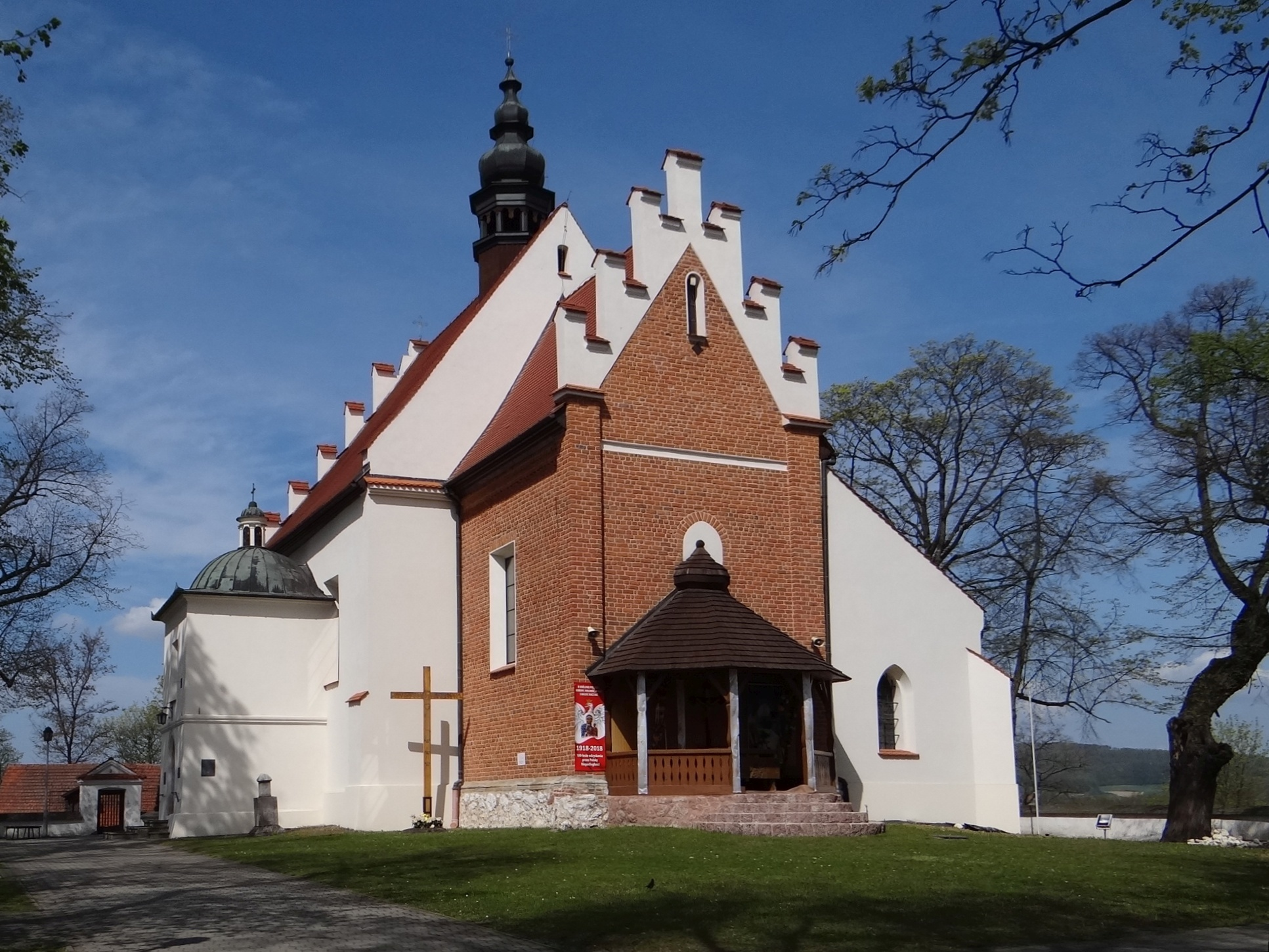
Kościół Wszystkich Świętych w Rudawie

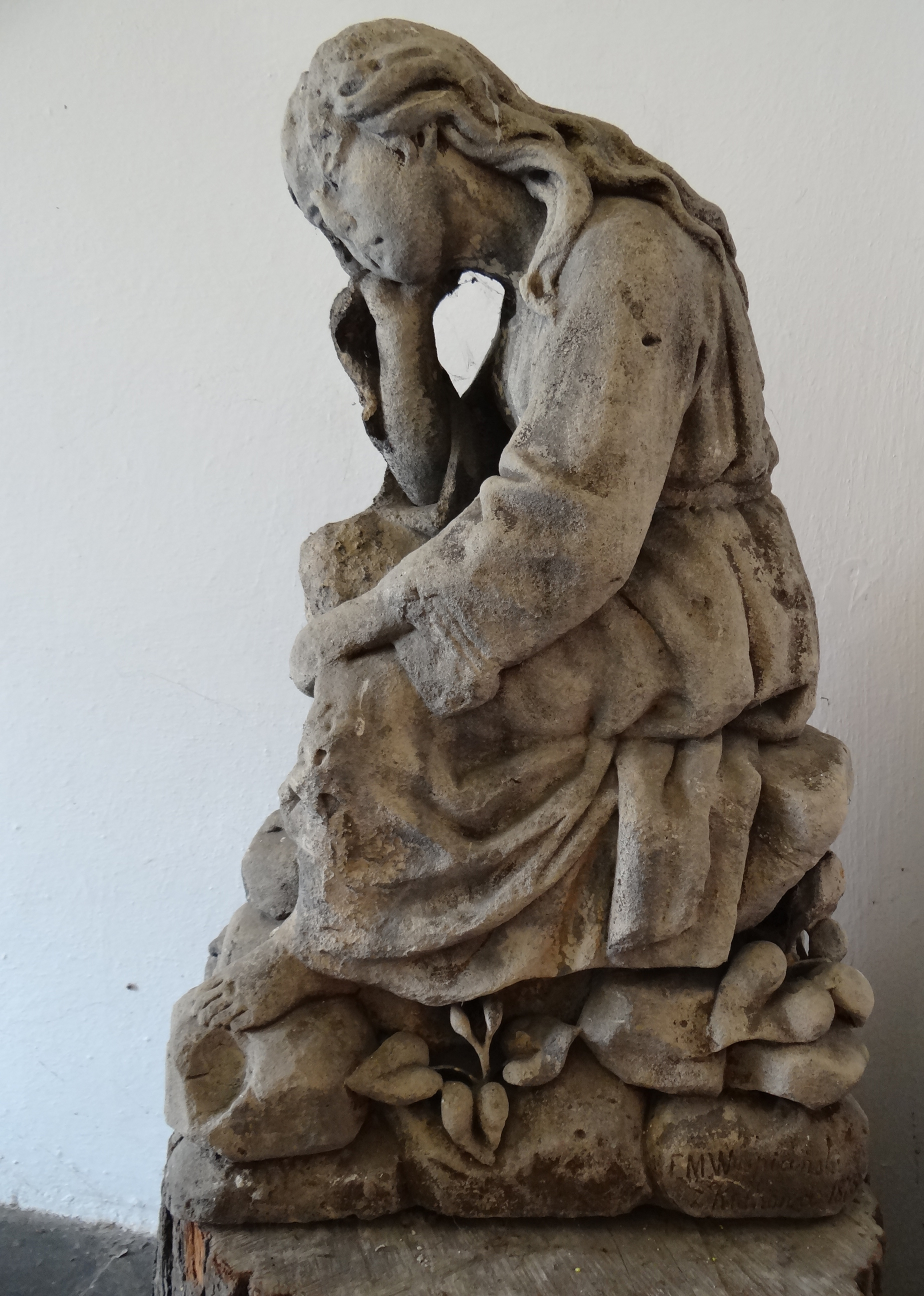
Rzeźba dziecka dłuta Franciszka Wyspiańskiego na cmentarzu w Rudawie

- Kościół parafialny pw. Wszystkich Świętych, kostnica, ogrodzenie z bramkami, wieża bramna;
- dom Antoniego Procajłowicza, ogród.

### Inne zabytki
- Dom zwany domem z wieżyczką z 1896 r.;
- Zespół dworca kolejowego[89]:
  - dworzec murowany z lat 1910–1915;
  - dom mieszkalny murowany z lat 1910–1915;
  - dom mieszkalny murowany z lat 1910–1915;
- zagroda nr 56[89]:
  - dom drewniany z ok. 1890 r.;
  - stajnia drewniana z ok. 1890 r.;
  - stodoła drewniana z ok. 1890 r.;
- zespół domu nr 163[89]:
  - dom murowany z 1923 r.;
  - składzik murowany z ok. 1920 r.;
- plebania w stylu dworkowym z 1895 r.;
- dom nr 18 drewniany z ok. 1900 r.[89];
- dom nr 47 drewniany z ok. 1899 r.[89];
- dom nr 49 drewniany I ćw. XX w.[90];
- dom nr 50 murowany z ok. 1915–1918[90];
- dom nr 80 drewniany z ok. 1890 r.[90];
- dom nr 89 murowany z 1903 r.[90];
- dom nr 96 murowany z ok. 1904–1905[90];
- dom nr 98 murowany z k. XIX w.[90];
- dom nr 103 murowany z 1896 r. proj. Tadeusz Pryliński[90];
- dom nr 118 murowany z 1913 r.[90];
- dom nr 136 murowany z ok. 1930 r.[90];
- dom nr 143 drewniany z ok. 1890 r.[90];
- dom nr 170 drewniano-murowany z 1925 r.[90];
- dom murowany z ok. 1920 r.[90];
- dom murowany z ok. 1925 r.[90];
- stodoła w zagrodzie nr 98, drewniana z ok. 1920 r.[90];
- kuźnia murowana z ok. 1920 r.[90];
- pomnik Elżbiety Zagorowskiej z 1709 r.;
- kapliczka sprzed 1928 r., ul. Wyspiańskiego;
- murowana kapliczka z krzyżem z 1871 r.[89];
- krzyż żelazny;
- drewniana kapliczka.
- Na cmentarzu:
  - wspólna mogiła ofiar pacyfikacji w Radwanowicach;
  - krzyż upamiętniający tragedię w Radwanowicach;
  - grób nieznanych żołnierzy Września 1939 r.;
  - rzeźba dziecka zamówiona jako nagrobek na miejscowy cmentarz z 1878 r. z zachowaną sygnaturą wykonana przez Franciszka Wyspiańskiego;
  - nagrobek płka Benedykta Zielonki;
  - nagrobek Karola Ludwika Konińskiego (zm. 1943);
  - nagrobek hrabiów Rostworowskich, właściciel dworu w Niegoszowicach;
  - nagrobek Józefa Trzaskowskiego (zm. 1889);
  - nagrobek Stanisława Tarkowskiego, główny bohater powieści W pustyni i w puszczy (1911) Henryka Sienkiewicza;
- schron ''B-1 Stützpunkt Rudawa'' z 1944 r. (w przysiółku Werbownia);
- schron bierny Regelbau 668[91][92] z 1944 r. (ul. Dunajewskiego).

## Współczesność

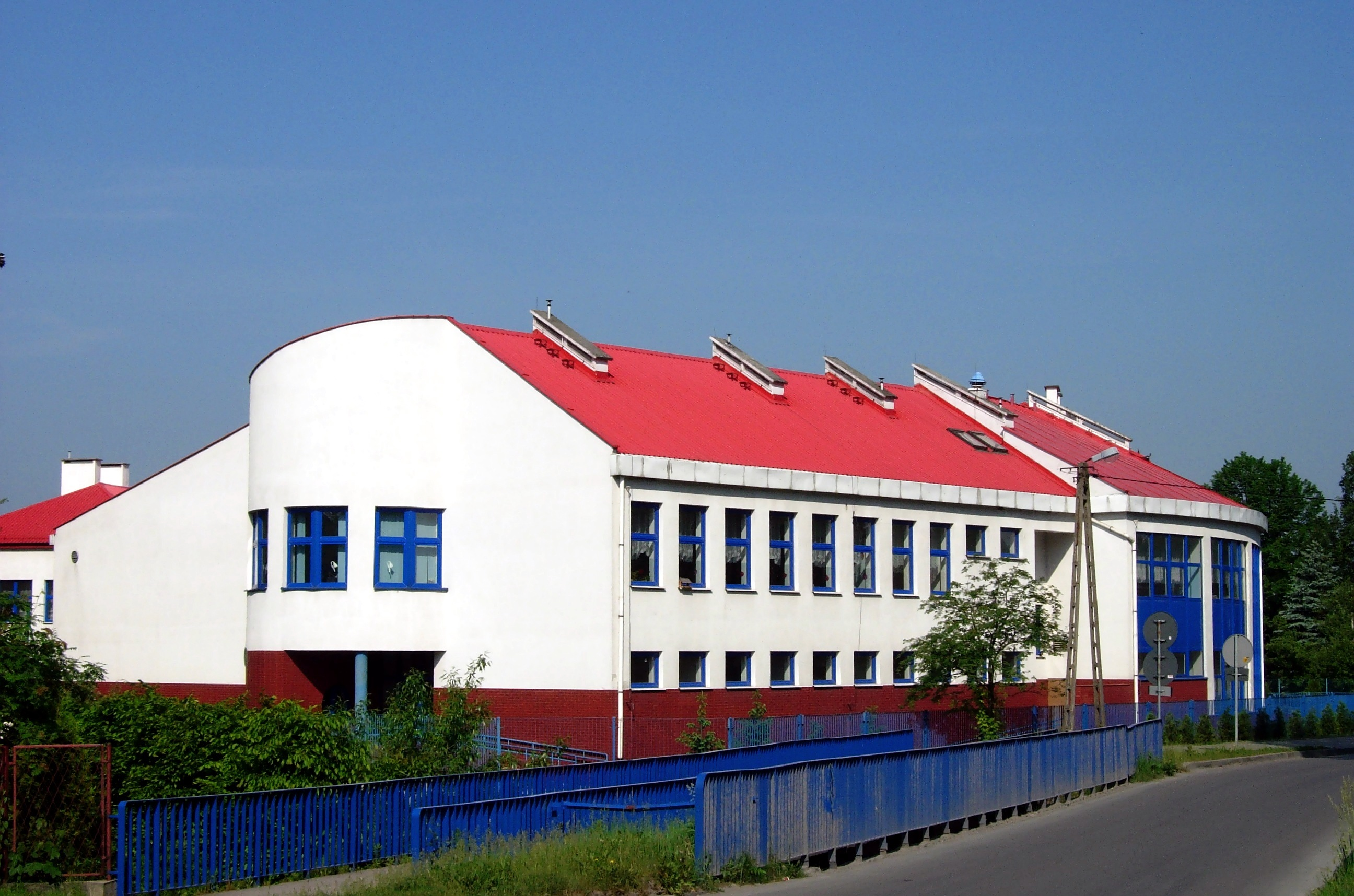
Zespół Szkół im. Henryka Sienkiewicza w Rudawie

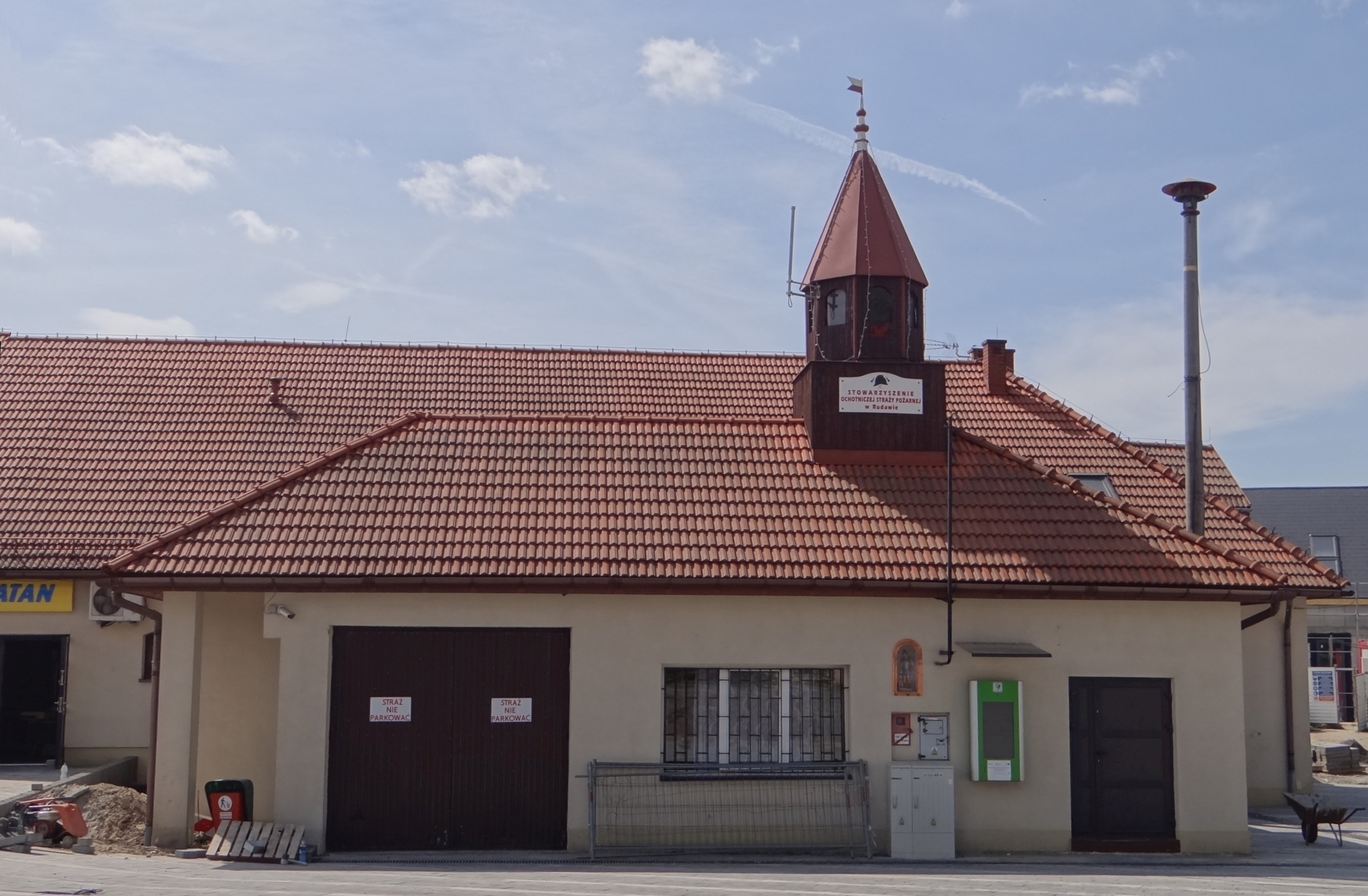
Była remiza OSP

W miejscowości mieszczą się: Rudawskie Centrum Kultury, Szkoła Podstawowa im. Armii Krajowej wraz z boiskiem sportowym – przy ul. Stanisława Polaczka; poczta, biblioteka, kościół rzymskokatolicki, cmentarz, Ochotnicza Straż Pożarna, świetlica środowiskowa, Gminne Centrum Informacji Turystycznej.
Przystanek kolejowy, ośrodek zdrowia, sklepy spożywcze i wielobranżowe, restauracje, stacja paliw, okręgowa stacja kontroli pojazdów, apteka, cmentarz parafialny, boisko (z trybuną na 1000 miejsc) klubu sportowego Orlęta, kryte korty tenisowe (w ich obrębie działalność m.in. Akademii Tenisowej Krak Tenis.
Istnieje również siedziba i zakład przeróbki kamienia Lafarge Kruszywa Sp. z o.o. – Kopalnie Odkrywkowe Surowców Drogowych w Rudawie S.A. (dawny REK, późniejsza spółka Kopalnie Odkrywkowe Surowców Drogowych S.A.) przy ul. Legionów Polskich, Zakład Doświadczalny Instytutu Zootechniki PIB, podległy pod centralę Instytutu Zootechniki w Balicach (dawna mieszalnia pasz KOPR, późniejsza Proagra) przy ul. A. Dunajewskiego.
Zdecydowana większość mieszkańców Rudawy utrzymuje się z działalności pozarolniczej.
Grupy społeczne: Koło Gospodyń Wiejskich w Rudawie, Koronczarki, Klub Seniora Sami Swoi, Stowarzyszenie "ZiemiaRudawska.pl".
Grupy religijne: Kościół łaciński oraz Świadkowie Jehowy.

## Turystyka
Miejscowość położona jest na terenie Wyżyny Krakowsko-Częstochowskiej w Rowie Krzeszowickim – obniżeniu terenu pomiędzy Wyżyną Olkuską a Garbem Tenczyńskim. W Rudawie bierze swój początek (z połączenia Krzeszówki i Rudawki) i przepływa przez nią rzeka Rudawa.
W miejscowości mają swój początek szlaki turystyczne umożliwiające zwiedzenie bardzo atrakcyjnych turystycznie i rekreacyjnie Dolinek Krakowskich oraz Tenczyńskiego Parku Krajobrazowego.
Na południe od miejscowości, wzdłuż przebiegającej przez Rudawę drogi krajowej 79, rozciąga się zalesione wzgórze Chełm. Pod północnym zboczem góry znajduje się źródło Graność. Na terenie Rudawy znajdują się m.in. wzgórza: Zamek, Plebańska i Przymiarki, gdzie po zachodniej jego stronie płynie niewielki potok, który wpada do potoku Przymiarki. Na granicy z Niegoszowicami leży Wąwóz Niegoszowicki. W południowo-zachodnim krańcu wsi znajduje się ocembrowane źródło Podborze.
Szlaki turystyczne
W Rudawie rozpoczyna się Szlak Warowni Jurajskich, drugi tego typu co do wielkości po Szlaku Orlich Gniazd.
 – przez Radwanowice, Łączki, całą długość Doliny Będkowskiej do Ojcowskiego Parku Narodowego.
Przez teren Rudawy wiedzie Trans Jurajski szlak konny z Nielepic do Częstochowy.
Istnieje w Rudawie : Szlak Brzoskwini – przez Nielepice do Brzoskwini.
W Rudawie się rozpoczyna zielony Szlak Racławki bowiem potok Rudawka płynący przez miejscowość to w istocie inaczej nazwany potok Racławka. Z Rudawy szlak ten biegnie poprzez miejscowość Pisary jak również przez Radwanowice wiedzie drogą do Doliny Racławki. Z Rudawy przez sąsiednią Młynkę szlaki prowadzą do ruin Zamku Tenczyn znajdującego się w obrębie Puszczy Dulowskiej.
Na terenie miejscowości znajduje się szlak fortyfikacji niemieckich z czasów II wojny światowej. Dostępny jest dla zwiedzających jeden z obiektów tj. schron Regelbau 668 z 1944 r.
Rudawa jest miejscem turystyki biograficznej. Szlak biografii Henryka Sienkiewicza, Antoniny Domańskiej wiedzie przez Rudawę. W projekcie Reading Małopolska znalazła swoje miejsce Rudawa jako zwieńczenie Szlaku Literatury Dziecięcej oraz szlak pod nazwą Literaci na letnisku. Przez Rudawę przebiega także Podkrakowski Szlak Papieski, związany z osobą papieża Jana Pawła II.

## Transport publiczny

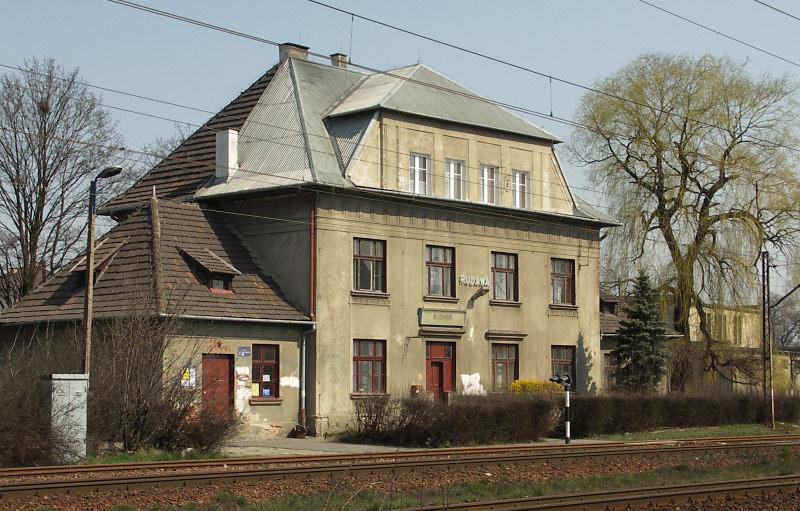
Dworzec kolejowy w Rudawie (przed modernizacją)

W obrębie Rudawy usytuowane są przystanki MPK w Krakowie:
- Rudawa: linie 238, 278
- Rudawa Osiedle: linie 268, 278
- Rudawa Rynek: linie 238, 268, 278
- Rudawa Młyn: linie 238, 278
- Rudawa PKP: linie 238, 278
- Rudawa Stadion: linie 238, 278
- Rudawa Szkoła: linia 278

Ponadto miejscowość skomunikowana jest prywatnymi liniami typu bus. Centralnym punktem komunikacyjnym Rudawy jest rynek. W związku z modernizacją trasy kolejowej E30 planowane jest uruchomienie Szybkiej Kolei Aglomeracyjnej (SKA) z przystankiem w Rudawie, a obsługiwanej przez autobusy szynowe (szynobusy). W ramach prac modernizacyjnych zbudowane zostaną perony jednokrawędziowe (boczne) wraz z przejściem podziemnym prowadzącym do peronów, pochylnie dla osób niepełnosprawnych oraz tzw. mała architektura. Status obecnej stacji Rudawa PKP zmieniony zostanie na przystanek osobowy. Do Rudawy dojechać można pociągiem zarówno z Krakowa jak i z Krzeszowic czy konurbacji śląskiej.
W odległości 8 km na południowy wschód znajduje się port lotniczy Kraków-Balice oraz wjazd na obwodnicę autostradową Krakowa i autostradę A4.
Planowana jest obwodnica Zabierzowa i Kochanowa – jako element systemu komunikacyjnego Krakowa, wraz z rondem w Rudawie, umożliwi szybki transport pomiędzy Krakowem a Rudawą.

## Sport
Ludowy Klub Sportowy „Orlęta” zarejestrowano w 1945 r., to jeden z najstarszych wiejskich klubów sportowych w Polsce. Pierwsze wzmianki o drużynie piłkarskiej pochodzą z 1938 r. Boisko wyznaczono wówczas przy rzece Rudawa, a następnie w miejscu gdzie dziś znajdują się Lafarge. Już wtedy było ono pełnowymiarowe, z profesjonalnymi bramkami, co było rzadkością w przedwojennej Polsce. Obecny stadion sportowy powstał w 1957 r. Klub jako organizacyjna jednostka sportowa zarejestrowany został w 1945 r., a jego pierwszym prezesem został Marian Gleń, następnym został Marian Bigaj, który był jednocześnie jednym z zawodników. Szczepan Przepiórka, był prezesem przez blisko 30 lat. Przez kilka sezonów Orlęta grały w A klasie. Najlepszy w historii klubu mecz o Puchar Polski z wiceliderem ówczesnym II Ligi Victorią Jaworzno, wygrany przez zawodników z Rudawy 1:0. W 1956 r. klub zawiesił na cały rok swoją działalność i wtedy zawodnicy z Rudawy grali w Świcie Krzeszowice i Stali Zabierzów. Po roku wrócili do swojego macierzystego klubu. W 1995 r. odbywało się 40-lecie istnienia klubu sportowego Orlęta z udziałem radiowego programu Lata z radiem. Z klubem z Rudawy związane są nazwiska znane szeroko w świecie sportu, a także w innych dziedzinach życia społecznego i gospodarczego, jak choćby: rodzina Wiśniewskich – Antoni, Kazimierz, Stanisław, Leszek (grał w Górniku Zabrze), Tadeusz, Adam, Grzegorz; Jerzy Kurek (później Hutnik Trzebinia, Unika Oświęcim), Jan Nawałka i Adam Nawałka (Wisła Kraków, reprezentant Polski i selekcjoner seniorskiej kadry narodowej), Adam Głogowski (później Pafawag Wrocław), Zbigniew Zwoliński (później Cracovia), Piotr Chlipała, Witold Ślusarski – dziennikarz, wydawca i scenarzysta (był przez pewien czas kapitanem piłkarskiej reprezentacji dziennikarzy). Z klubem związani byli też znani trenerzy, m.in. Stanisław Puchacz – b. piłkarz Pogoni Lwów, Wincenty Wcisło, i Andrzej Iwan. b. reprezentant Polski, piłkarz Wisły Kraków, Górnika Zabrze, VfL Bochum i Aris FC Saloniki, Damian Gorawski - trener najmłodszych grup wiekowych Orląt Rudawa i zawodnik tego klubu, reprezentant Polski, który wcześniej grał w Wiśle Kraków, Ruchu Chorzów, Górniku Zabrze, FK Moskwa i Szynniku Jarosław. Klub posiada zespoły seniorów - do niedawna w klasie okręgowej Kraków grupa 2, ale dziś już po awansie seniorzy z Rudawy grać będą w sezonie 2022/2023 w V lidze piłkarskiej. Ponadto w Orlętach Rudawa istnieje zespół juniorów starszych (II liga Kraków A) i juniorów młodszych (II liga Kraków B). Obecny stadion (z wybudowaną zadaszoną trybuną w 2016 r. i sztucznym oświetleniem boisk) znajduje się w Rudawie przy ul. Legionów Polskich.
Na terenie miejscowości znajdują się ogrzewane i usytuowane w hali korty tenisowe, należące do Rudawa Tennis Club. Stanowią one jedyny tego typu obiekt w obrębie Krakowa i okolic. Korty zajmujące powierzchnię czterech hektarów spełniają wymogi International Tennis Federation i Polskiego Związku Tenisowego, a między innymi, wykorzystywane są jako treningowe podczas zgrupowań polskiej kadry tenisa ziemnego.